# Karenzgeld
Karenzgeld (oder Karenzurlaubsgeld) war die Form eines Elterngeldes, die in Österreich von den 1960er bis Ende der 1990er Jahre bestand. Im Jahr 2000 wurde es durch das Kinderbetreuungsgeld ersetzt.
Das Karenzgeld war als familienpolitische Transferzahlung für junge Mütter vorgesehen, die nach Auslaufen des Müttergeldes nicht gleich wieder in den Beruf zurückkehren wollten. Es war auf die Dauer eines Jahres begrenzt. Als Pauschale betrug es anfangs etwa 1.000 Schilling monatlich, sein Bezug war aber an ein vorangehendes Beschäftigungsverhältnis gebunden. Im Laufe der Jahre stieg es bis etwa 4.000 Schilling. War die Mutter vorher Alleinverdienerin, so war es um ca. 40 % höher.
Später wurde das Karenzgeld auf 18 Monate ausgedehnt, bzw. auf 24 Monate, wenn der Vater für mindestens sechs Monate für die Betreuung des Kindes zuhause blieb („Väterkarenz“). In der Partei- und Sozialpolitik wurde an dieser Form u. a. kritisiert, dass sie
- Alleinerzieherinnen benachteilige und
- Mütter ohne vorangehendes Arbeitsverhältnis benachteilige (vor allem Selbständige, Bäuerinnen und Studentinnen).

Daher wurde es unter der Devise „Karenzgeld für Alle“ im Jahr 2000 von der Regierung Schüssel I durch das Kinderbetreuungsgeld ersetzt, das den Empfängerkreis nicht mehr einengte.
Siehe auch:
- Entgeltersatzleistung
- Karenzurlaub
- Vereinbarkeit von Familie und Beruf in Österreich